# کی کومای
کی کومای (به ژاپنی: 熊井 啓 Kumai Kei) یک کارگردان فیلم از اهالی آزومینو، ناگانو، استان ناگانو در ژاپن بود. از فیلم‌های او می‌توان به مرگ استاد مراسم چای (۱۹۸۹) اشاره کرد.